# Elezioni governatoriali nell'oblast' di Mosca del 2018
Le elezioni governatoriali nell'oblast' di Mosca del 2018 si sono tenute il 9 settembre.

## Risultati
| Candidati                | Liste                                     | Voti      | %     |
| ------------------------ | ----------------------------------------- | --------- | ----- |
| Andrej Jur'evič Vorob'ëv | Russia Unita                              | 1.338.029 | 62,52 |
| Konstantine Čeremisov    | Partito Comunista della Federazione Russa | 278.148   | 12,99 |
| Lilija Belova            | Alleanza Verde                            | 160.771   | 7,51  |
| Kirill Žigarev           | Partito Liberal-Democratico di Russia     | 123.542   | 5,77  |
| Igor' Čistjuchin         | Russia Giusta                             | 98.995    | 4,63  |
| Boris Nadeždin           | Partito della Crescita                    | 93.223    | 4,36  |
| Totale                   | Totale                                    | 2.092.708 |       |
| Voti non validi          | Voti non validi                           | 47.595    | 2,22  |
| Totale                   | Totale                                    | 2.140.303 | 100   |